# Scoop (tidskrift)
Scoop är en svensk tidskrift med fokus på grävande journalistik som getts ut sedan 1990. Den ges ut av Föreningen Grävande Journalister och utkommer med fyra nummer per år.
Scoop finansieras till stor del genom statligt kulturtidskriftsstöd. 2010 stod det klart att Scoop riskerade att bli utan detta stöd efter en ändring av reglerna, men tilldelades fortsatt stöd med 200 000 kronor per år efter ett beslut av Statens kulturråd i januari 2011.
Scoop införde år 2012 journalistpriset Silverscoopan som ett komplement till det befintliga priset Guldspaden.
2013, i samband med Föreningen Grävande Journalisters 25-årsjubileum, utsåg Scoop de 25 bästa grävjobben och de 25 bästa grävande journalisterna, utgående från tidigare vinnare av Guldspaden. Som bästa grävjobbet utsågs Ebbe Carlsson-affären som avslöjades av Per Wendel i Expressen och som bästa grävande journalist utsågs Hannes Råstam.
Från 2018 anställdes Scoops redaktör istället för att arbeta som frilans.

## Redaktörer
Lista över redaktörer tillika ansvarig utgivare:
- ???? - ????: Tobias Regnell[9]
- ???? - ????: Lasse Winkler[10]
- ???? - 20??: Ola Sandstig[11]
- 20?? - 20??: Petter Ljunggren
- 2008 - 2009: Magnus Sandelin[12]
- 2009 - 2011: Christina Kennedy[13]
- 2011: Ylva Johansson[14]
- 2011 - 2017: Fredrik Nejman[5][15]
- 2017 - 2018: Per Agerman[16]
- 2018 -: Daniel Wiklander[8][17]